# Until Now
Until Now è la seconda raccolta del supergruppo svedese Swedish House Mafia, pubblicata il 19 ottobre 2012 dalla Virgin Records.

## Descrizione
Al pari della precedente raccolta Until One, anche questo disco contiene una selezione di brani originariamente creati da altri artisti e missati tra loro con l'aggiunta di tutti i singoli pubblicati dal trio fino a quel momento, tra cui Save the World e Don't You Worry Child, e altri prodotti dai singoli componenti come artisti solisti, tra cui Calling (Lose My Mind) cantato da Ryan Tedder e In My Mind (Axwell Mix) con la partecipazione di Deborah Cox.

## Tracce
1. Greyhound
2. Here We Go (Hard Rock Sofa & Swanky Tunes)
3. In My Mind (Axwell Remix) (Ivan Gough & Feenixpawnl feat. Georgi Kay)
4. Calling (Lose My Mind) (Sebastian Ingrosso & Alesso feat. Ryan tedder)
5. Atom (Nari & Milani)
6. Leave the World Behind (feat. Laidback Luke)
7. Antidote (feat. Knife Party)
8. Walking Alone (Dirty South & Those Usual Suspects feat. Erik Hecht)
9. Miami 2 Ibiza (feat. Tinie Tempah)
10. Resurrection (Axwell Mix) (Michael Calfan)
11. Paradise (Coldplay)
12. The Wave (Thomas Gold Mix) (Miike Snow)
13. LadiDadi (Tommy Trash Remix) (Steve Aoki feat. Wynter Gordon)
14. Sing2Me (Thomas Gold)
15. Alright (Red Carpet)
16. The Island (Steve Angello, AN21 & Max Vangeli Remix) (Pendulum)
17. Lights (Steve Angello & Third Party)
18. Raise Your Head (Alesso)
19. Epic (Sandro Silva & Quintino)
20. Three Triangles (Hardwell)
21. Trio (Arty Matisse & Sadko)
22. Teenage Crime (Adrian Lux)
23. Reload (Sebastian Ingrosso & Tommy Trash)
24. Euphoria (Swedish House Mafia Extended Dub) (Usher)
25. Don't You Worry Child (feat. John Martin)
26. Beating of My Heart (Matisse & Sadko Remix) (M-3ox feat. Heidrun)
27. Sweet Disposition (Temper Trap)
28. Every Teardrop Is a Waterfall (Swedish House Mafia Remix)
29. You Got the Love (Mark Knight Remix) (Florence & The Machine)
30. One (Swedish House Mafia)
31. Heart Is King (Axwell)
32. Save the World (Knife Party Remix) (Swedish House Mafia)
33. Save the World
34. Punk (Arty Rock-n-Rolla Mix)